# Спрул, Роберт
Роберт Спрул (Спроул) (англ. Robert Auchmuty Sproule; 1799—1845) — канадский художник-миниатюрист, ирландского происхождения, работавший преимущественно акварелью.

## Биография
Родился в 1799 году в городе Атлон, Ирландия; был вторым сыном в семье Thomas Sproule и Marianne Ardesoif.
В 1826 году приехал в Нижнюю Канаду и поселился в Монреале, где в сентябре этого же года разместил объявление в газете Montreal Herald, объявив себя миниатюристом, который учился у мастеров в Лондоне и Дублине. В ноябре 1829 года он написал шесть видов Монреаля, которые были опубликованы Адольфусом Борном (Adolphus Bourne) и затем выгравированы на меди William Satchwell Leney. Эта серия акварельных работ Спрула  положила начало плодотворному сотрудничеству в Борном, которое продолжалось до 1834 года и привело к появлению в колонии литографии. В 1832 году Борн отправился в Лондон к литографу Charles Joseph Hullmandel для печати ряда работ Спрула, в том числе четырех видов Квебека и портрета Луи-Жозефа Папино. В Монреаль Борн вернулся с литографским прессом, впоследствии использовал ее для работ Спрула.
Роберт Спрул в Монреале также преподавал рисование. Он много мигрировал по стране, о чём говорят даты и места рождения его детей. Спрул женился 8 октября 1831 года в Монреале на Jane Hopper (1809—1888), у них родилось два сына и четыре дочери. В 1836 году он находился в городе Корнуолле, в городе Уильямстауне был в 1838 год, затем жил в Байтауне (ныне Оттава). В 1839 году он жил в Хантли, где с 1836 года жила семья его жены. В 1840 году Спрул и его жена приобрели два акра земли в городке March Township (ныне входит в состав Оттавы). В июне 1844 года он снова рекламировал себя в качестве художника-миниатюриста и преподавателя рисования.
Умер 8 декабря 1845 года в городке March Township, Верхняя Канада.

## Творчество
Имя Роберта Спрула ныне известно благодаря его акварелям. Виды Монреаля, копии и оригиналы которых хранятся в музее МакКорда, являются самой красивой серией, опубликованной в Канаде, и демонстрируют зрелость, достигнутую в изобразительной печати в первой половине XIX века. Тем не менее его творчество как миниатюриста остается малоизвестным.

Некоторые работы
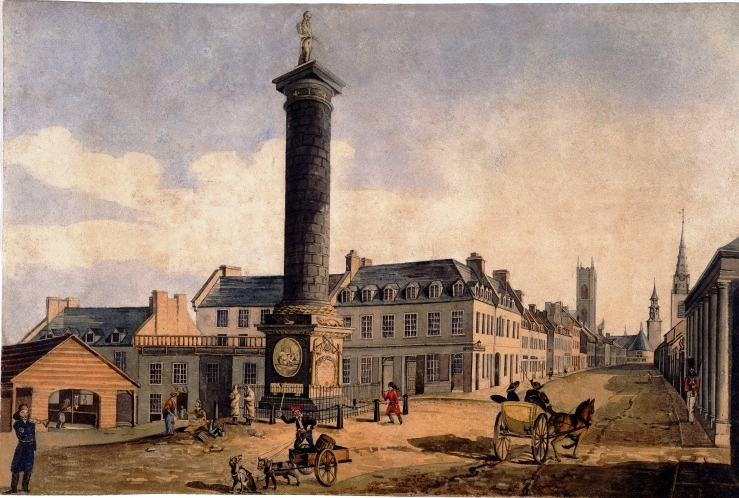
Колонна Нельсона в Монреале
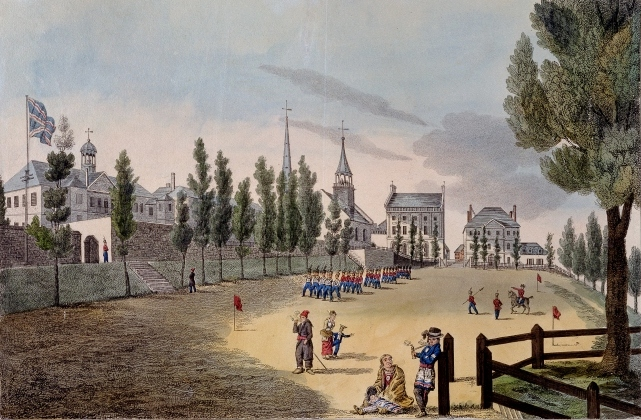
Марсово поле в Монреале
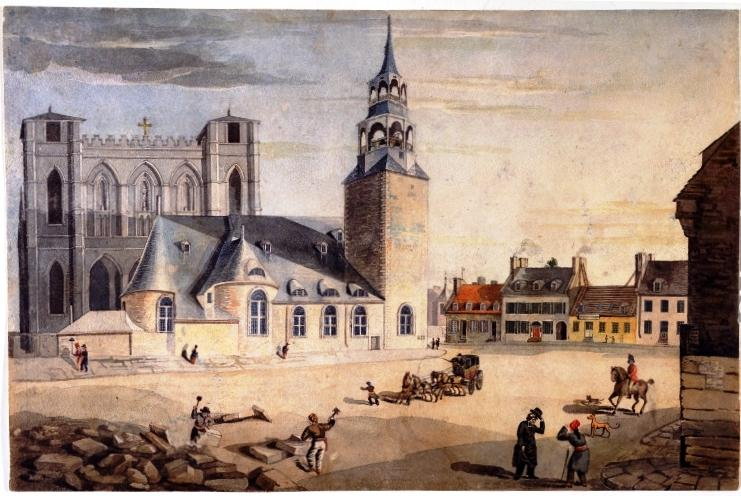
Площадь Place d'Armes в Монреале